# Анмур (Західна Вірджинія)
Анмур (англ. Anmoore) — місто (англ. town) в США, в окрузі Гаррісон штату Західна Вірджинія. Населення — 513 особи (2020).

## Географія
Анмур розташований за координатами 39°15′23″ пн. ш. 80°17′38″ зх. д. / 39.25639° пн. ш. 80.29389° зх. д. (39.256318, -80.293972).  За даними Бюро перепису населення США в 2010 році місто мало площу 2,74 км², уся площа — суходіл.

## Демографія
Згідно з переписом 2010 року, у місті мешкало 770 осіб у 303 домогосподарствах у складі 197 родин. Густота населення становила 281 особа/км².  Було 343 помешкання (125/км²).
Расовий склад населення:
| - 97,0 % — білих - 1,3 % — чорних або афроамериканців - 0,4 % — корінних американців - 0,4 % — азіатів |

До двох чи більше рас належало 0,9 %. Частка іспаномовних становила 1,7 % від усіх жителів.
За віковим діапазоном населення розподілялося таким чином: 27,7 % — особи молодші 18 років, 61,3 % — особи у віці 18—64 років, 11,0 % — особи у віці 65 років та старші. Медіана віку мешканця становила 32,0 року. На 100 осіб жіночої статі у місті припадало 86,4 чоловіків;  на 100 жінок у віці від 18 років та старших — 79,7 чоловіків також старших 18 років.
Середній дохід на одне домашнє господарство  становив 33 947 доларів США (медіана — 26 429), а середній дохід на одну сім'ю — 38 294 долари (медіана — 29 063). Медіана доходів становила 33 750 доларів для чоловіків та 28 281 долар для жінок. За межею бідності перебувало 35,1 % осіб, у тому числі 54,3 % дітей у віці до 18 років та 10,4 % осіб у віці 65 років та старших.
Цивільне працевлаштоване населення становило 233 особи. Основні галузі зайнятості: освіта, охорона здоров'я та соціальна допомога — 33,9 %, будівництво — 16,7 %, роздрібна торгівля — 15,5 %.